# Itzcuintlipotzotli
Ten artykuł dotyczy stworzenia, którego istnienia nie potwierdza współczesna zoologia.
Itzcuintlipotzotli – tajemnicze stworzenie, które stało się przedmiotem zainteresowania kryptozoologów, przyrodników (na przykład Aleksandra Humboldta czy Georges-Louisa Leclerc de Buffona), kynologów, antropologów oraz badaczy mitologii. Na początku XX wieku zaczęło ponownie przybierać znaczenie narodowo-symboliczne.

## Pochodzenie nazwy

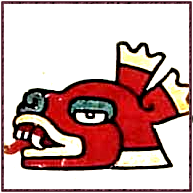
Glif psa (itzcuin-tli) z XVI-wiecznego azteckiego Kodeksu Lauda

Słowo itzcuintlipotzotli pochodzi z języka náhuatl, ale badacze sprzed XX wieku, niewładający tym językiem, często przekręcali tę nazwę (patrz niżej). Termin ten składa się z następujących morfemów:
- itzcuint: oznacza „pies” w języku nahuatl[13]. Ten morfem jest często używany w nazwach różnych ras psów, które były obecne w kulturze prekolumbijskiej, na przykład xoloitzcuintle, znany w Polsce jako „nagi pies meksykański”,
- tepotzot: oznacza „garb”[14][15][16],
- -tli-: jest infiksem absolutywu, który w języku nahuatl wskazuje na przynależność lub cechę, a w połączeniu z pozostałymi morfemami tworzy termin, który w wolnym tłumaczeniu to „garbaty pies”[17][18][19].

## Opis stworzenia

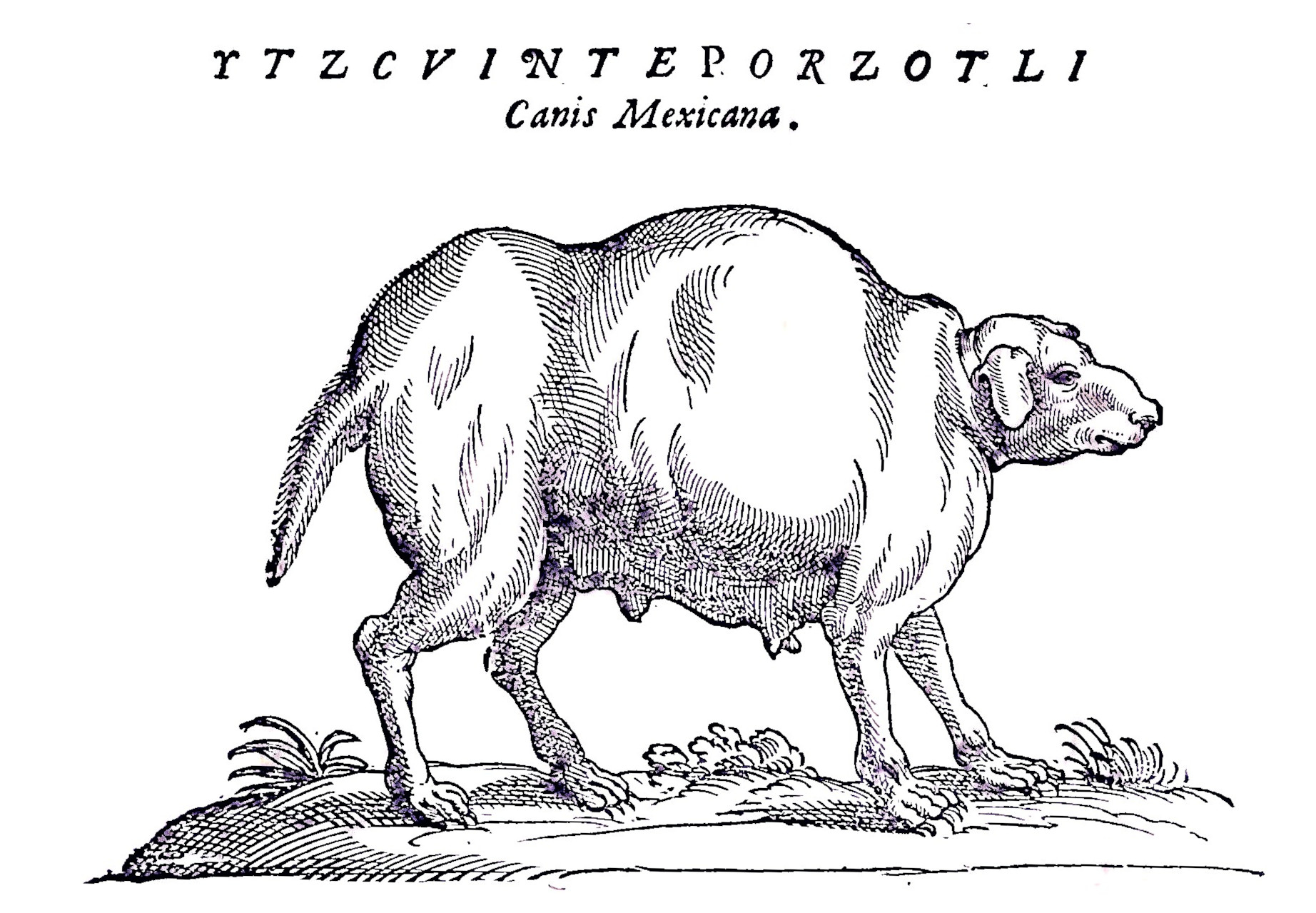
Oryginalna rycina itzcuintlipotzotli z dzieła Novae Hispaniae thesaurus

Jest to zwierzę, które po raz pierwszy zostało wymienione w 1651 roku przez Francisco Hernándeza de Toledo w jego Rerum medicarum Novae Hispaniae thesaurus. Zostało ponownie przypomniane w 1780 roku za sprawą książki Historia Starożytna Meksyku pióra jezuity Francisca Javiera Clavijero. Zwierzę zamieszkiwało podobno obszar zamieszkiwany przez Tarasków w stanie Michoacán w zachodnim Meksyku. W latach 1960 odrzucone jako karykatura, może faktycznie ilustrować fenotyp związany z mutacjami w genie kodującym miostatynę. Jak to zwierzę później opisywali niemieccy kynologowie:

Z jego [Francisca] nieporadnego i niewątpliwie zniekształconego rysunku, a także z kilku słów je wyjaśniających, widzimy, że był to pies całkowicie bezwłosy, gruboskórny, charakteryzujący się stosunkowo małą głową, dość długą, szeroką, i prawie całkowicie opadające uszy, bardzo krótką szyję i mocno zakrzywiony grzbiet, co sprawiało wrażenie garbusa. Ogon raczej krótki i opadający, a liczbę sutków podano jako tylko sześć. Kolor skóry tego psa miał być czerwono-żółty z czarniawymi plamami, ale kufa, czoło, łuki oczu, nogi i ogon były opisywane jako białawe.

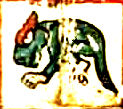
Pies kultowy ze świty boga śmierci Mictlanteuctli, patrona dziesiątego dnia miesiąca: psa (itzcuintli), z Kodeksu Fejérváry-Mayer

Późniejsza wzmianka o itzcuintlipotzotli pochodzi z opublikowanej w 1843 r. książki Życie w Meksyku Amerykanki Frances Calderón de la Barca, która opisuje martwe zwierzę wiszące na haku przy drzwiach gospody w dolinie Guajimalco:

Na haku przy wejściu wisiała, wraz z różnymi innymi martwymi zwierzętami, tchórzami, łasicami itp., najbrzydsza istota, jaką kiedykolwiek widziałam. Wyglądała jak gatunek psa, z garbem, głową jak wilk, i bez szyi – prawdziwy potwór. Z tego co sądzę, to musiał być itzcuintlipotzotli, wspomniany przez niektórych dawnych meksykańskich pisarzy. Ludzie przynieśli go do [tego] domu i zabili z powodu jego dzikości. Ta gospoda stoi w dolinie Guajimalco i jest oddalona o ligę drogi od Desierto.

## Przekręcanie nazwy
Z powodu nieznajomości języka, w literaturze niemieckiej, hiszpańskiej czy anglojęzycznej nazwa itzcuintlipotzotli bywała często przekręcana na „yzi-cuinte potzotli”, „itzcuintepotzotli”, „ytzeuinte porzotli”, „itzeuinte potzotli”, „itzcuinte-potzoli”, lub omawiana: perro mechoacanense (z Michoacán) itp.

## Rola w kulturach meksykańskich
W latach 1980–1982 przeprowadzono wykopaliska w starożytnym mieście Tula, w meksykańskim stanie Hidalgo, skoncentrowane na północnej części placu Charnay, zwanej także Obszarem Muzeów. Wykopaliska w Tule nie przyniosły ostatecznego dowodu na istnienie itzcuintlipotzotli, ale odkrycie unikatowej rasy określanej jako „Dorosły, typ III”, charakteryzującej się wyraźnie krótszymi kończynami (o 30% krótsze od typowego psa mezoamerykańskiego), o głowie i tułowiu nieco mniejszym niż w typie I, zachęca do dalszych badań nad tą intrygującą możliwością. Najważniejszym odkryciem wykopalisk w Tuli było odkrycie roli psów w praktykach pogrzebowych: psy w różnym wieku, płci i ras znajdowano pochowane razem z ludźmi, co sugeruje ich znaczenie w rytuałach związanych ze śmiercią i życiem pozagrobowym. Co ciekawe, praktyki takie zauważono wyłącznie we wczesnej historii Tuli, w latach 650-750 naszej ery, co może odzwierciedlać dziedzictwo kulturowe ludzi, którzy migrowali wtedy z zachodniego lub północno-zachodniego wybrzeża Ameryki Środkowej. 
Nazwa rasy psów xoloitzcuintli, gdzie rdzeń xolo oznacza „deformację” lub „potworność”, mówi o ich „nieprawidłowości”, także ze względu na brak sierści i występowanie szczeniąt zarówno z sierścią, jak i bez sierści w tym samym miocie. To podkreślenie „nieprawidłowości” xoloitzcuintli rezonuje z garbem definiującym itzcuintepotzoli; oba psy były uważane za nietypowe, tworząc tym symboliczne znaczenie w miejscowych starożytnych kulturach przed Konkwistą. Na początku XX wieku zainteresowanie itzcuintlipotzotli odżyło, gdyż często było kojarzone z xoloitzcuintli, bezwłosą rasą psów, która stała się symbolem meksykańskiej tożsamości narodowej w tym okresie - chociaż istnienie itzcuintlipotzotli nie zostało dowiedzione, jego opis w źródłach historycznych przyczynił się do ponownego odkrycia i wypromowania „rasowych psów meksykańskich” (cuintli) bez sierści jako symbolu meksykańskiego dziedzictwa.